# John Finucane
Pour les articles homonymes, voir Finucane.
John Finucane (né le 10 mars 1980) est un avocat irlandais et homme politique du Sinn Féin. Il est député pour Nord Belfast à la Chambre des communes du Royaume-Uni depuis 2019,.

## Jeunesse
Finucane est le fils de l'avocat irlandais Pat Finucane, qui est assassiné en 1989 à son domicile familial par des paramilitaires loyalistes, un meurtre que BBC News qualifie de "l'un des meurtres les plus controversés des troubles". Le père de Finucane est un catholique romain de l'ouest de Belfast, tandis que sa mère venait d'une famille protestante de l'est de Belfast.

## Carrière politique
Aux élections générales de 2017 au Royaume-Uni, Finucane se présente dans la circonscription parlementaire de Belfast Nord pour le Sinn Féin; contre le député sortant Nigel Dodds du Parti unioniste démocrate. Finucane obtient la part de voix la plus élevée jamais enregistrée par le Sinn Féin dans la circonscription, mais ne réussit pas à battre Dodds .
En 2019, Finucane se présente au conseil municipal de Belfast à Castle DEA. Ses anciens camarades de classe du St Malachy's College, Mal O'Hara du Parti vert et Carl Whyte du SDLP, figurent également sur le bulletin de vote . Finucane remporte 1 650 voix, le plaçant deuxième dans le scrutin derrière Nuala McAllister de l'Alliance Party et est élu conseiller .
Finucane est élu maire de Belfast en mai 2019 ,. Peu de temps après avoir été élu lord-maire de l'hôtel de ville de Belfast, il est informé par le service de police d'Irlande du Nord que des loyalistes ont menacé sa vie de manière crédible et prévoient d'attaquer la maison de sa famille. Le lendemain, il accueille Charles, prince de Galles dans la ville alors qu'il est en visite officielle .
Aux élections générales de 2019 au Royaume-Uni, Finucane se présente à nouveau à Belfast North, remportant le siège avec 23078 voix contre 21135 de Dodds . Il est le premier député nationaliste irlandais de l'histoire de la circonscription .

## Vie privée
John Finucane joue au football gaélique. Il est gardien de but et capitaine du Lámh Dhearg GAC de la GAA. Il a quatre enfants.